# James Duban
James Duban (* 1951) ist ein amerikanischer Literaturwissenschaftler.
Er studierte Englische Literatur an der University of Massachusetts Amherst (B.A. 1972) und der Cornell University (M.A. 1975, Ph.D. 1976). Von 1977 bis 1992 lehrte er an der University of Texas at Austin, seit 1989 als ordentlicher Professor. 1992 wechselte er zur University of North Texas, an dessen College of Liberal Arts & Social Sciences er heute als Professor für Englisch lehrt. Außerdem ist er Associate Dean for Research and National Scholarships (ähnlich Studiendekan) des Fachbereichs Englisch.
Sein Forschungsinteresse gilt vor allem der amerikanischen Literatur der Romantik sowie der jüdisch-amerikanischen Literatur.

## Werke
- Melville's Major Fiction: Politics, Theology, and Imagination. Northern Illinois University Press, Dekalb IL 1983. ISBN 0-87580-086-6
- The Nature of True Virtue: Theology, Psychology, and Politics in the Writings of Henry James, Sr., Henry James, Jr., and William James. Fairleigh Dickinson University Press, Madison NJ 2001. ISBN 0-585-43917-6